# Station Whitchurch (Shropshire)
Whitchurch (Shropshire) is een spoorwegstation van National Rail in Shropshire, North Shropshire in Engeland. Het station is eigendom van Network Rail en wordt beheerd door Transport for Wales.